# Edmonton–Beverly–Clareview
Circonscription électorale provinciale du Canada
Edmonton–Beverly–Clareview est une circonscription électorale provinciale d'Edmonton en Alberta, (Canada). La circonscription électorale compose les visionnages de Beverly Heights (en), Belmont Park et Clareview Station (en).

## Liste des députés
| Législative                             | Année           | Députés      | Députés          | Parti                     |
| --------------------------------------- | --------------- | ------------ | ---------------- | ------------------------- |
| Voir Edmonton–Beverly–Belmont 1993-1997 |                 |              |                  |                           |
| 24e                                     | 1997-2001       |              | Julius Yankowsky | Progressiste-Conservateur |
| 25e                                     | 2001-2004       |              | Julius Yankowsky | Progressiste-Conservateur |
| 26e                                     | 2004-2008       |              | Ray Martin       | NPD                       |
| 27e                                     | 2008-2012       |              | Tony Vandermeer  | Progressiste-Conservateur |
| 28e                                     | 2012–2015       |              | Deron Bilous     | NPD                       |
| 29e                                     | 2015-2019       |              | Deron Bilous     | NPD                       |
| 30e                                     | 2019 - 2023     |              | Deron Bilous     | NPD                       |
| 31e                                     | 2023 - en cours | Peggy Wright |                  | NPD                       |

## Résultats électoraux
| Candidat | Candidat         | Parti                     | Nombre de voix |
| -------- | ---------------- | ------------------------- | -------------- |
|          | Deron Bilous     | NPD                       | 5,264          |
|          | Tony Vandermeer  | Progressiste-conservateur | 5,019          |
|          | Don Martin       | Parti Wildrose            | 2,909          |
|          | Chris Heward     | Libéral                   | 895            |
|          | Trey Capnerhurst | Evergreen (en)            | 151            |
| Total    |                  |                           |                |